# Ciocchi del Monte (famiglia)
I Ciocchi del Monte erano una famiglia magnatizia composta principalmente da avvocati e magistrati, originaria di Firenze ma residente, dal Trecento, a Monte San Savino, nel cuore della Val di Chiana aretina, territorio appartenente alla repubblica fiorentina, poi al granducato di Toscana. Per merito del cardinale Antonio (1461-1533), protetto da Giulio II, incominciò l'ascesa sociale della casata fino all'elezione pontificia, nel 1550, del nipote Giovanni Maria con il nome di Giulio III.

## Storia

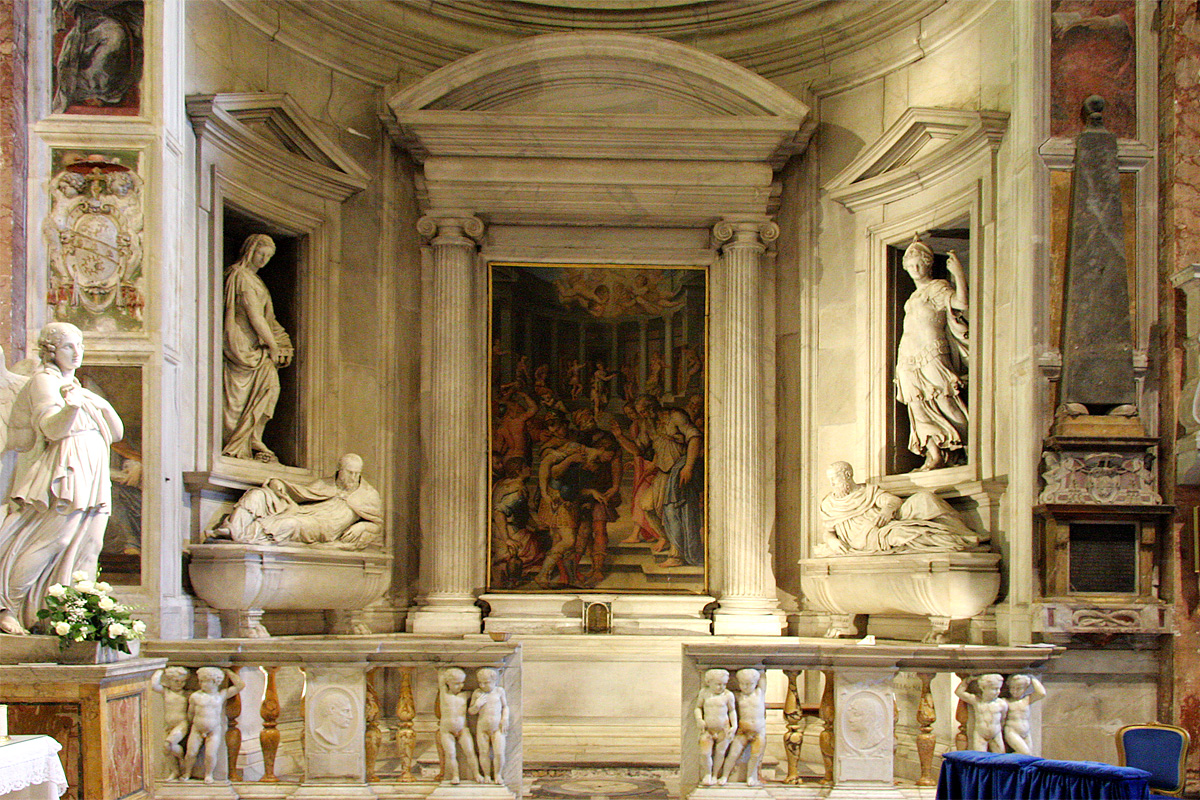
Chiesa di San Pietro in Montorio: la cappella Ciocchi del Monte

Palazzo del Monte a Monte San Savino

Stemma di papa Giulio III

Il capostipite della stirpe fu Pietro, il cui figlio Antonio si stabilì a Monte San Savino nel XIV secolo. Il primogenito di questi, Fabiano (1422-1428) sarà sepolto nella montigiana chiesa della Misericordia. Mise da parte il cognome Ciocchi in favore di Del Monte, che non era dunque un predicato feudale ma semplicemente il suo luogo di origine. Svolse la professione di giureconsulto fornendo pareri giuridici e insegnando le discipline del diritto: alcuni suoi eredi seguirono la stessa strada. Da Iacopa di Gaspare ebbe la seguente prole: Vincenzo (1468-1504), il cardinale Antonio Maria (1461-1533) (personaggio assai influente nella famiglia, ritratto da Sebastiano del Piombo), Pier Paolo gonfaloniere di Perugia (sposò Maria Soggi da cui: Gaspare vescovo di Civitate, Costanzo, Baccia, Lorenza, sposata con il dott. Giulio Cesare Tibaldeschi, nobile romano  da cui: Aurelio vescovo di Ferentino 1554- 1585 e cavaliere di Malta, Vincenzo, governatore di Ferentino nel 1557 ); Margherita (moglie di Francesco Guidalotti da cui: Pietro gran maestro dell'Ordine di Malta, Cristoforo cardinale e Fabiano), Caterina (consorte di Fabiano Pucci) e Andreina (sposa di Domenico Tullonese).
Vincenzo svolse a Roma l'ufficio di giureconsulto concistoriale che era una figura professionale con le funzioni di assistere le procedure giuridiche presso la Santa Sede e la Curia romana: era l'avvocato del Papa che lo considerava un familiare e commensale. Coniugato con la senese Cristofora Saraceni ebbe da lei i seguenti cinque figli: Ludovica (sp. di Roberto de' Nobili), Baldovino (1485-1556), Giovanni Maria (1487-1555), Costanzo (1490-?), Giacoma o Iacopa (1492 circa-1560).
Il porporato Antonio Maria fu il fautore delle fortune della stirpe favorendone la scalata sociale. Uomo capace e colto, riuscì a farsi apprezzare da diversi pontefici, tra cui Innocenzo VIII, Alessandro VI Borgia e Giulio II che lo creò cardinale il 10 marzo 1511. Conquistata una certa influenza negli ambienti vaticani, agevolò in ogni modo l'avanzamento professionale del nipote Giovanni Maria. Lo fece studiare, prima a Siena poi all'Università di Perugia, dove si laureò in giurisprudenza come il padre Vincenzo: fu proprio nella città dei Baglioni che conobbe Francia della Corgna che sarà il secondo marito (il primo fu Giulio Galletti) della sorella minore Giacoma che darà vita al ramo marchesale di Castiglione del Lago. Educato dall'umanista Lippo Brandolini, studiò teologia e, dopo essere stato arcivescovo di Siponto e Pavia, principe della Chiesa il 22 dicembre 1536, salì al soglio di San Pietro, il 22 febbraio 1550, con il nome di Giulio III, per onorare il cardinale Della Rovere.
Dopo l'elezione il nuovo Papa palesò subito il suo nepotismo: nominò il cugino Pietro prefetto di Castel Sant'Angelo, la sorella Giacoma signora di Castiglione del Lago e del Chiugi, i figli di questa, Ascanio della Corgna, capo delle guardie pontificie (poi diventerà marchese del nuovo feudo a ridosso del Trasimeno), Fulvio, cardinale e Laura diventerà la moglie di Ercole della Penna, appartenente ad una delle più insigni casate perugine. Volle, infine, che l'adorato fratello Baldovino  (sposato con l'orvietana Giulia Mancini) abitasse in Vaticano e convinse Cosimo I de' Medici ad investirlo della contea di Monte San Savino (luglio 1550-agosto 1556), comprendente pure Gargonza, Alberoro e Palazzuolo: avendo avuto tre femmine e quattro maschi morti precocemente (tra cui Giovanni Battista), il pontefice legittimò Fabiano (1545-1569), figlio naturale di Baldovino, che ereditò il feudo (1556-1569, impalmò Vittoria Appiani d'Aragona, ma non ebbe eredi e con lui si estinse la linea maschile dei Ciocchi del Monte. Dalla sorella più anziana di Giulio III nacque Roberto de' Nobili (1541-1559, giovanissimo cardinale morto in odore di santità.
Il papa annoverò tra i cardinali anche il suo favorito Innocenzo Ciocchi del Monte, adottato ed ex servitore del fratello.
Pietro del Monte, già prefetto di Castel Sant'Angelo, divenne Gran Maestro dell'Ordine di Malta nel 1568; la sorella di Pietro, Laura, andò sposa al Conte Lorenzo Galletti. 
La prosapia dei Ciocchi del Monte continuò per via femminile con l'erede di Cristofora, figlia di Baldovino, coniugata con Antonio Simoncelli: Simoncello diede al suo primogenito il nome del bisavolo, cioè Baldovino Del Monte-Simoncelli, conte di Castel Piero.
Il papa, Antonio Maria e il conte Baldovino amarono e sostennero le arti: ne sono validi esempi Villa Giulia a Roma, il palazzo cittadino del Monte (ora sede del Municipio di Monte San Savino), attribuito ad Antonio da Sangallo il Giovane, la loggia del mercato di Nanni di Baccio Bigio e la residenza estiva di Palazzo Del Monte. 
Nel 1550 Giulio III incaricò Giorgio Vasari di realizzare nella chiesa di San Pietro in Montorio, a Roma, la cappella Ciocchi del Monte: vi trovarono sepoltura i genitori del pontefice (ritratti nella balaustra), Baldovino, Innocenzo, il cardinale Antonio Maria e Fabiano, con effigi marmoree di Bartolomeo Ammannati; a fianco, le lapidi funebri di Fulvio della Corgna e del giovane Roberto de' Nobili; sull'altare la Conversione di San Paolo, del Vasari. La tomba del papa, invece, si trova nelle Grotte Vaticane.

## Galleria d'immagini

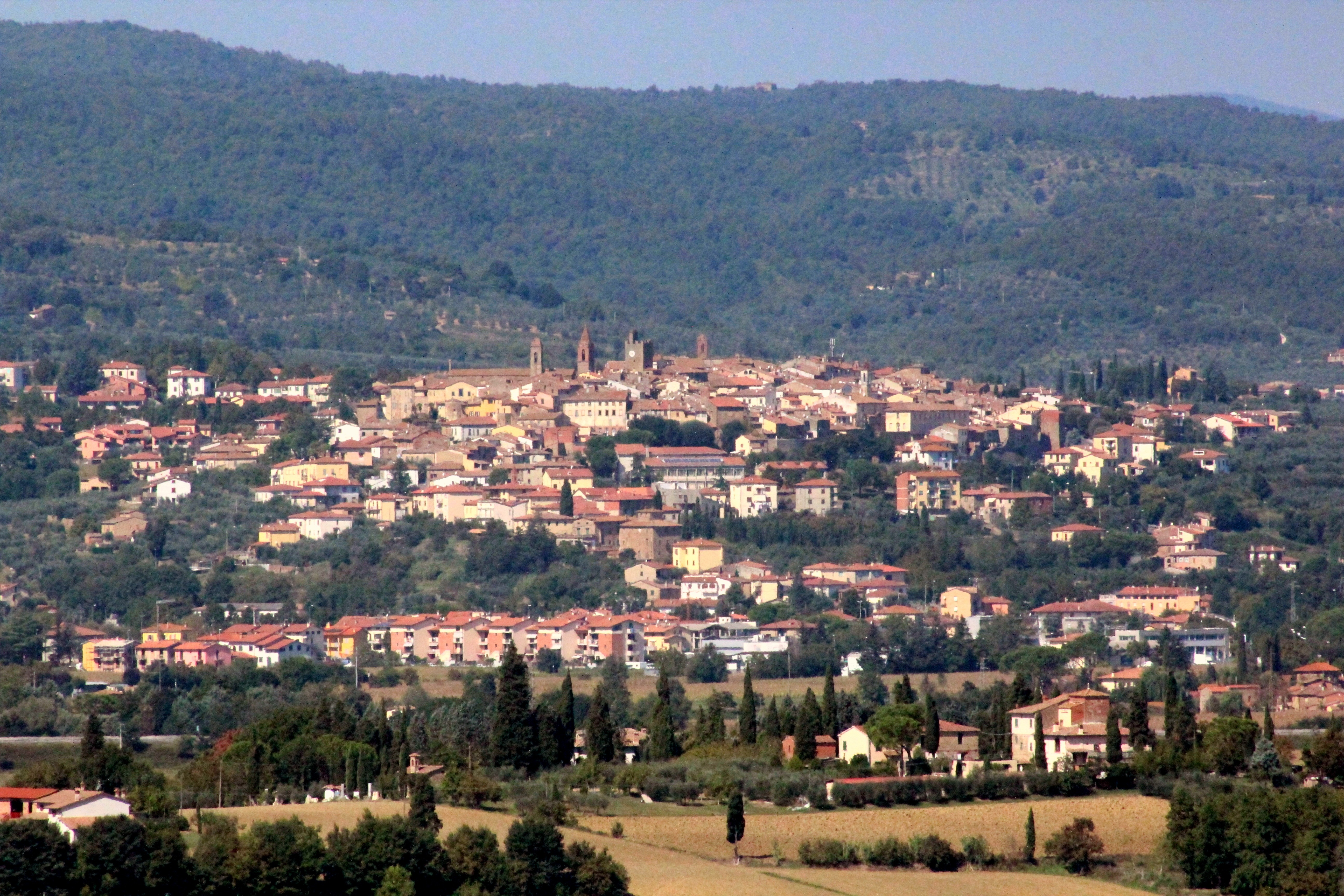
Veduta di Monte San Savino
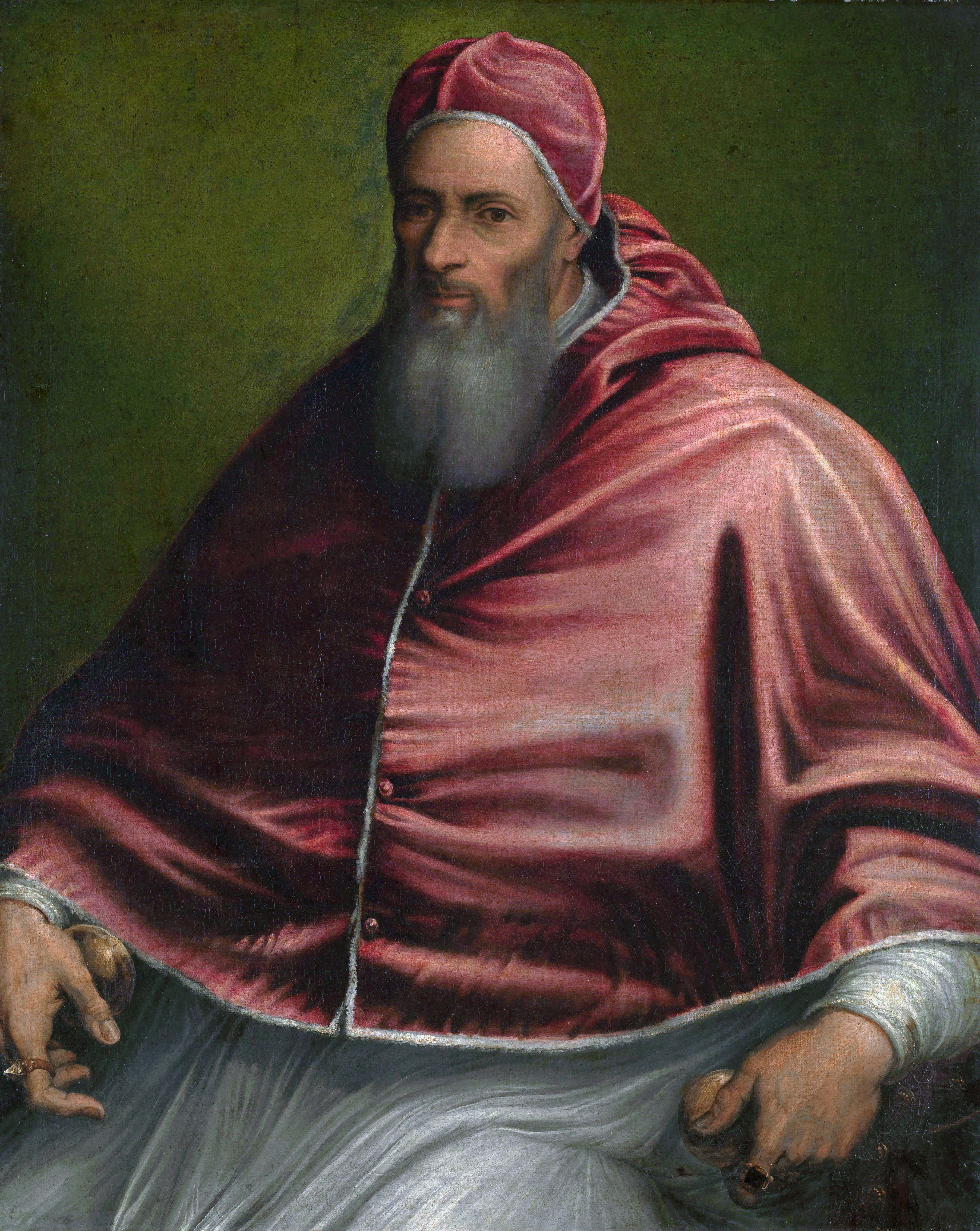
Papa Giulio III ritratto da Girolamo Siciolante da Sermoneta, Rijksmuseum
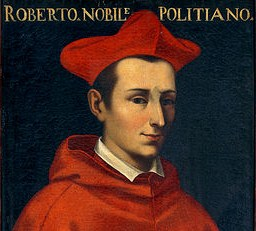
Il cardinale Roberto de Nobili